# Gornja Pilica
Gornja Pilica (cyr. Горња Пилица) – wieś w Bośni i Hercegowinie, w Republice Serbskiej, w mieście Zvornik. W 2013 roku liczyła 816 mieszkańców.